# Universidad Yale

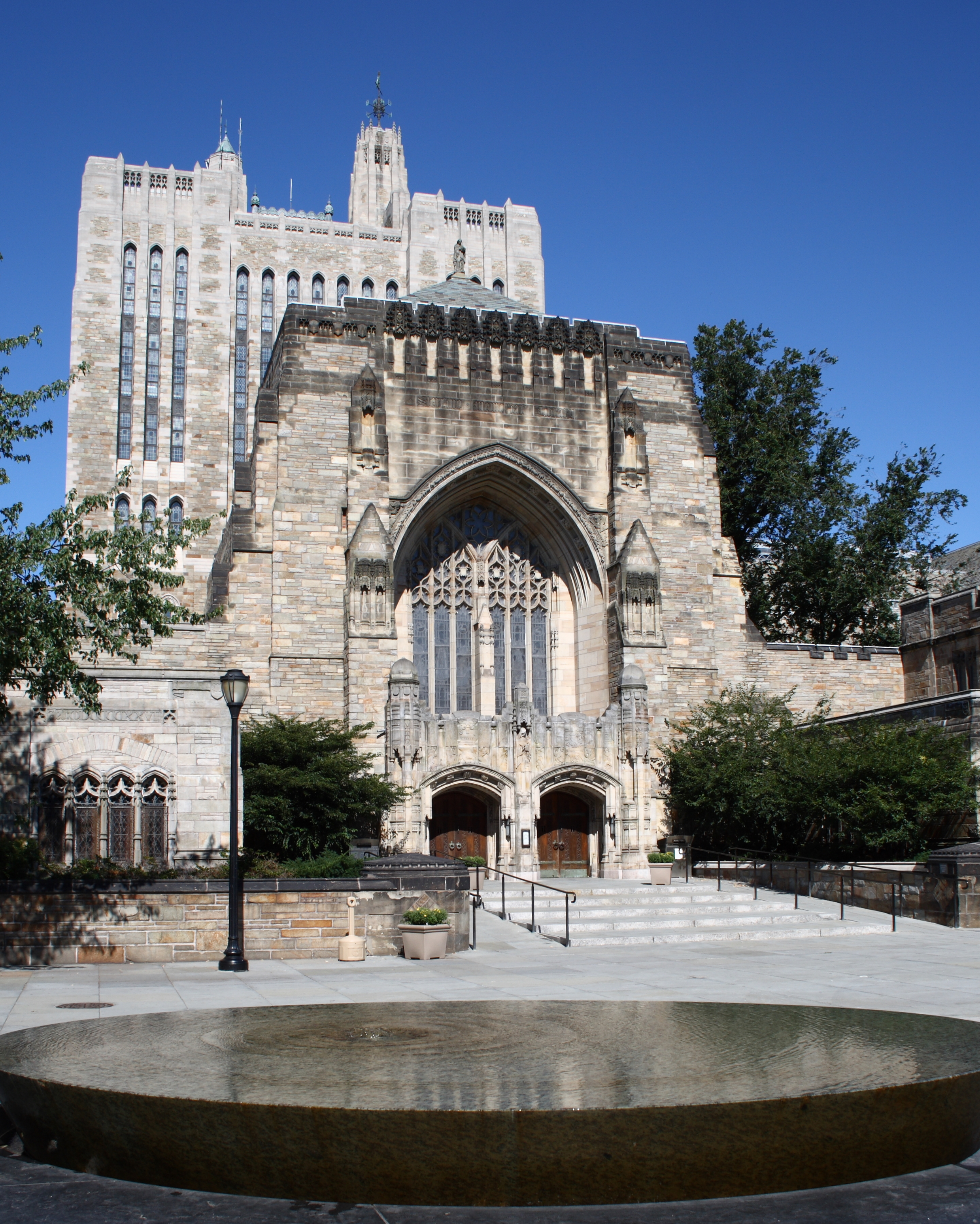
Biblioteca Sterling Memorial.

La Universidad Yale (Yale University en idioma inglés) es una universidad privada ubicada en New Haven, Connecticut (Estados Unidos). Fundada en 1701 y miembro de la selecta Ivy League, Yale es la tercera institución de educación superior más antigua de Estados Unidos y uno de los nueve Colleges coloniales reconocidos con una Carta Real del monarca británico antes de la Revolución de las Trece Colonias.

## Historia
El clero fundó una Escuela Colegiada autorizada por la Provincia de Connecticut para educar sacerdotes de la Iglesia congregacional. Esta escuela se trasladó a New Haven en 1716 y fue renombrada Yale College en reconocimiento a una donación realizada por Elihu Yale, gobernador de la Compañía Británica de las Indias Orientales. Restringido en origen a la teología y las lenguas sacras, el currículo de la institución comenzó a incorporar humanidades y ciencias en la época de la Revolución colonial. En el siglo XIX, la escuela introdujo formación para graduados y profesionales, y en 1861 concedió el primer Philosophiæ doctor (Ph.D.) en los Estados Unidos y se organizó como universidad en 1887. Su número de profesores y estudiantes creció después de 1890 con la rápida expansión de su campus y de la investigación científica. 
Yale está organizada actualmente en catorce escuelas constituyentes: el college de pregrado original, la Escuela de Artes y ciencias de Yale y doce escuelas profesionales. Mientras que la universidad está gobernada por la Yale Corporation, cada facultad de sus escuelas supervisa sus propios currículos y programas de grado. Además del campus principal ubicado en el centro de New Haven, la universidad posee instalaciones de atletismo al oeste de la ciudad, un campus en West Haven (Connecticut) y reservas naturales en diversos lugares de Nueva Inglaterra. La dotación económica de la Universidad Yale en junio de 2017 fue de 23 404 millones de €, la segunda más elevada de una institución educativa en los Estados Unidos. La Biblioteca de la Universidad Yale, que sirve a todas sus escuelas, alberga más de 15 millones de volúmenes y es la tercera biblioteca académica más grande del país.
Los estudiantes de pregrado del College Yale siguen un currículo de artes liberales y están organizados en un sistema social de colleges residenciales. Casi todas las facultades ofrecen cursos de pregrado, dos mil de los cuales son anuales. Los estudiantes compiten entre colleges en el equipo Yale Bulldogs en la División I de la NCAA de la Ivy League.
A fecha de 2017, 60 premios Nobel, 5 medallas Fields y 3 ganadores de los premios Turing han estado afiliados a la Universidad Yale. Además, en la institución se han graduado alumnos notables, incluyendo cinco presidentes de los Estados Unidos, 19 jueces de la Corte Suprema de los Estados Unidos, 20 multimillonarios vivos y numerosos jefes de Estado de todo el mundo. Cientos de miembros del Congreso de los Estados Unidos y numerosos diplomáticos del país, 78 miembros del Programa MacArthur, 247 Eruditos Rhodes y 119 Eruditos Marshall han estado afiliados a la universidad.

### Historia temprana del Yale College

#### Orígenes

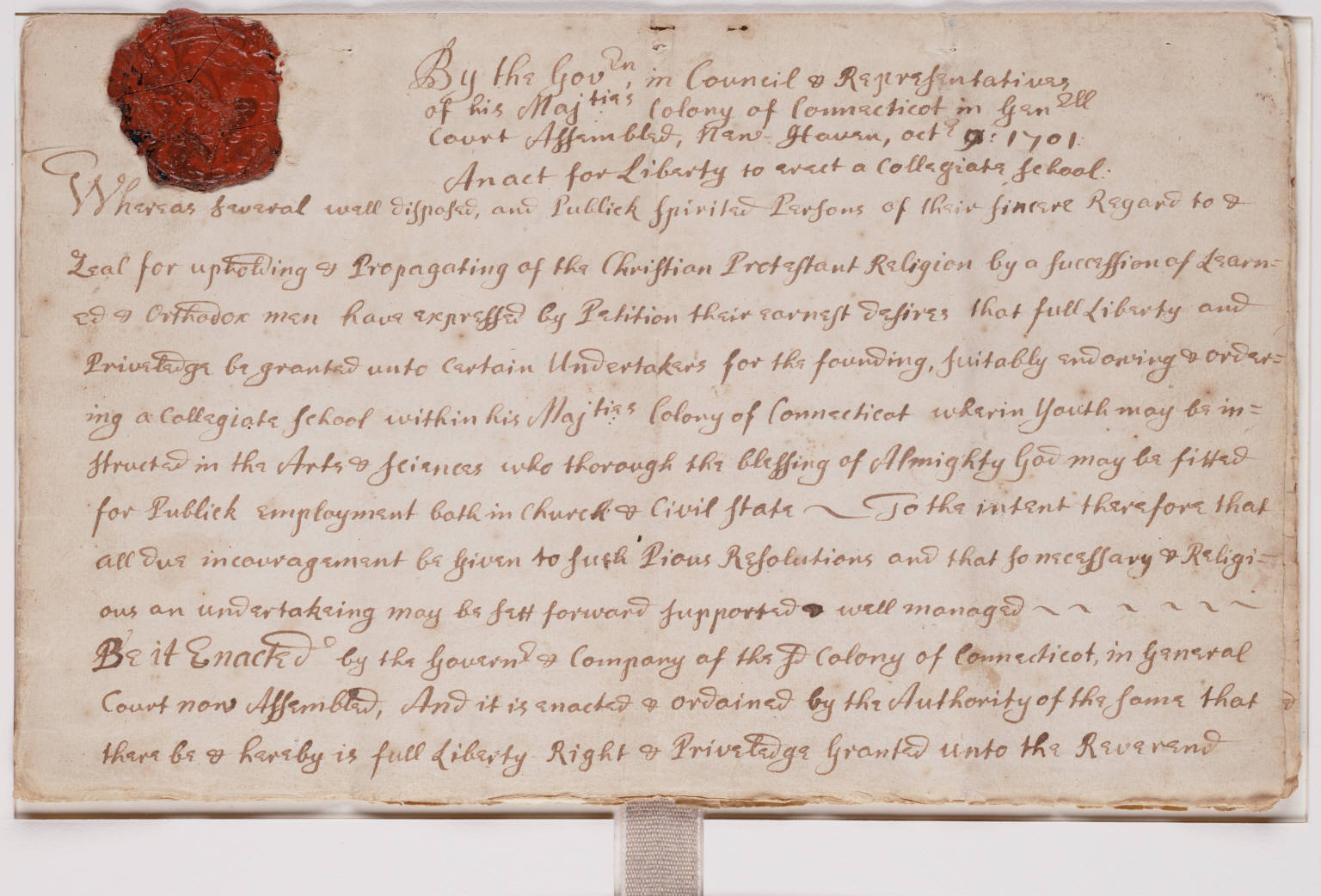
Carta de creación de la Collegiate School, que se convirtió en Yale College, 9 de octubre de 1701

Los orígenes de Yale se remontan a An Act for Liberty to Erect a Collegiate School, un proyecto de carta aprobado durante una reunión en New Haven por el Tribunal General de la Colonia de Connecticut el 9 de octubre de 1701. El Acta era un esfuerzo por crear una institución para formar ministros y líderes laicos para Connecticut.  James Noyes II (hijo de James Noyes), James Pierpont, Abraham Pierson, Noadiah Russell, Joseph Webb, y Timothy Woodbridge, todos antiguos alumnos de Harvard, se reunieron en el estudio del reverendo Samuel Russell, situado en Branford, Connecticut, para donar sus libros para formar la biblioteca de la escuela. El grupo, dirigido por James Pierpont, se conoce ahora como "Los Fundadores".

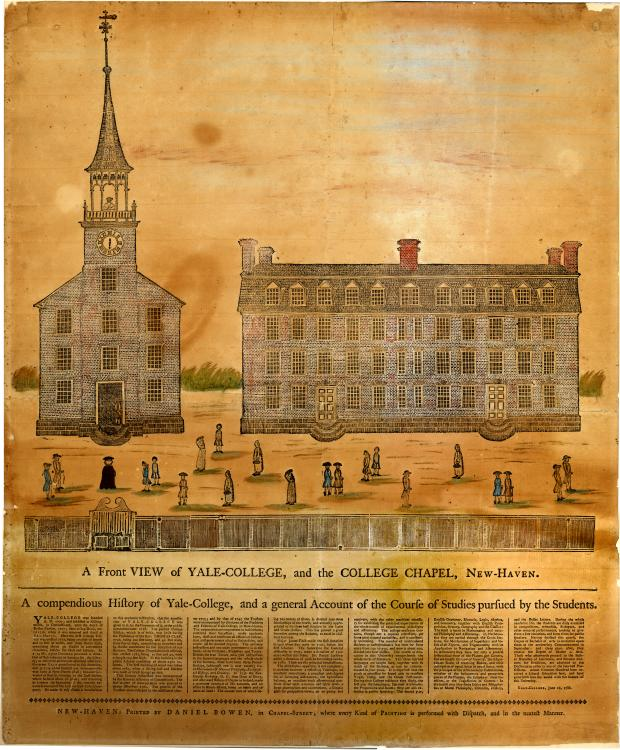
Una vista frontal del Yale-College y la capilla del College, impresa por Daniel Bowen en 1786

Conocida desde su origen como "Collegiate School", la institución abrió sus puertas en la casa de su primer rector, Abraham Pierson, considerado hoy el primer presidente de Yale. Pierson vivía en  Killingworth (actualmente Clinton). La escuela se trasladó a Saybrook en 1703, cuando el primer tesorero de Yale, Nathaniel Lynde, donó terrenos y un edificio. En 1716, se trasladó a New Haven, Connecticut.
Mientras tanto, en Harvard se estaba formando una desavenencia entre su sexto presidente, Increase Mather, y el resto del clero de Harvard, al que Mather consideraba cada vez más liberal, eclesiásticamente laxo y demasiado amplio en Política eclesiástica. La enemistad hizo que los Mathers defendieran el éxito de la Collegiate School con la esperanza de que mantuviera la ortodoxia religiosa puritana de un modo que Harvard no había conseguido. Rev. Jason Haven, el ministro de la Primera Iglesia y Parroquia en Dedham, Massachusetts había sido considerado para la presidencia en razón de su teología ortodoxa y para "Neatness dignidad y pureza de Estilo [que] superar a los de todos los que se han mencionado ", pero fue pasado por alto debido a su "muy Valetudinary y enfermo Estado de Salud. "

#### Nombramiento y desarrollo

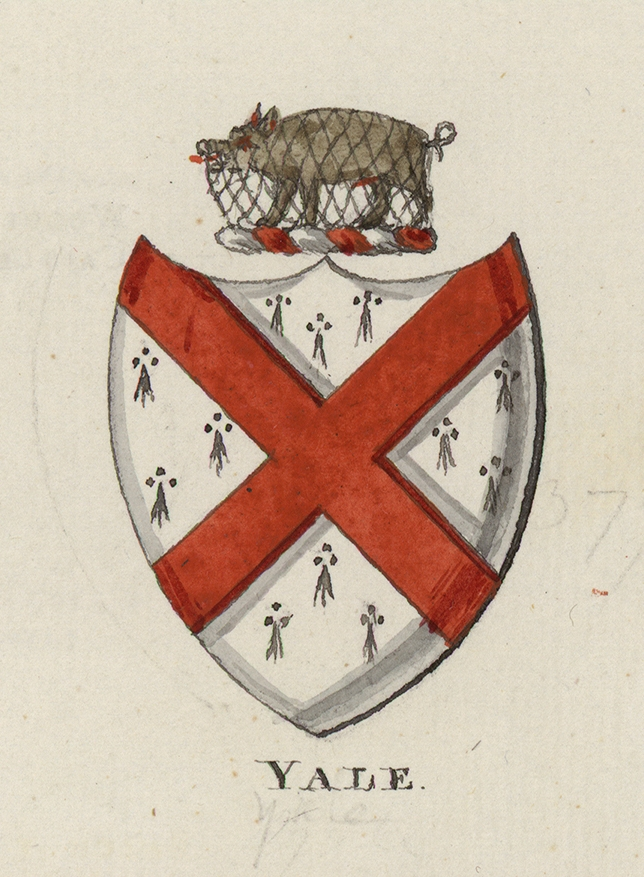
Escudo de armas de la familia de Elihu Yale, que dio nombre a la universidad en 1718

En 1718, a instancias del rector Samuel Andrew o del gobernador de la colonia Gurdon Saltonstall, Cotton Mather se puso en contacto con el exitoso hombre de negocios nacido en Boston Elihu Yale para pedirle ayuda financiera en la construcción de un nuevo edificio para la universidad. A través de la persuasión de Jeremiah Dummer, Yale, que había hecho una fortuna en Madrás mientras trabajaba para la Compañía Británica de las Indias Orientales como primer presidente de Fort St. George (en gran parte a través de contratos secretos con comerciantes de Madrás que eran ilegales según la política de la Compañía), donó nueve fardos de mercancía, que se vendieron por más de 560 libras, una suma considerable en aquella época. Cotton Mather sugirió que el colegio cambiara su nombre por el de "Yale College". El gales nombre de Yale es la grafía anglicizada del Iâl que era el nombre de la finca familiar de Plas yn Iâl, cerca del pueblo de Llandegla.
Mientras tanto, un graduado de Harvard que trabajaba en Inglaterra convenció a unos 180 destacados intelectuales para que donaran libros a Yale. El cargamento de 500 libros de 1714 representaba lo mejor de la literatura, la ciencia, la filosofía y la teología inglesas modernas de la época. Tuvo un profundo efecto en los intelectuales de Yale. El estudiante universitario Jonathan Edwards descubrió las obras de John Locke y desarrolló su original teología conocida como la "nueva divinidad." En 1722 el rector y seis de sus amigos, que tenían un grupo de estudio para discutir las nuevas ideas, anunciaron que habían abandonado el calvinismo, se habían convertido en arminianos y se habían unido a la Iglesia de Inglaterra. Se ordenaron en Inglaterra y regresaron a las colonias como misioneros de la fe anglicana. Thomas Clapp fue nombrado presidente en 1745 y, aunque intentó devolver el colegio a la ortodoxia calvinista, no cerró la biblioteca. Otros estudiantes encontraron libros deístas en la biblioteca.

#### Curriculum

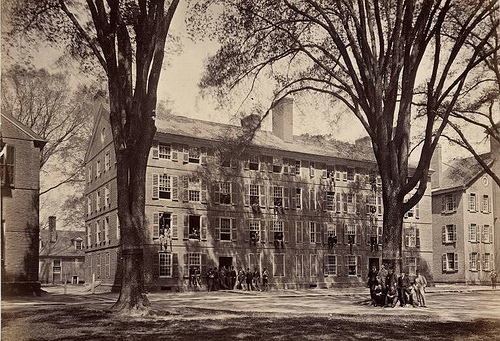
Connecticut Hall, edificio más antiguo del campus de Yale, construido entre 1750 y 1753

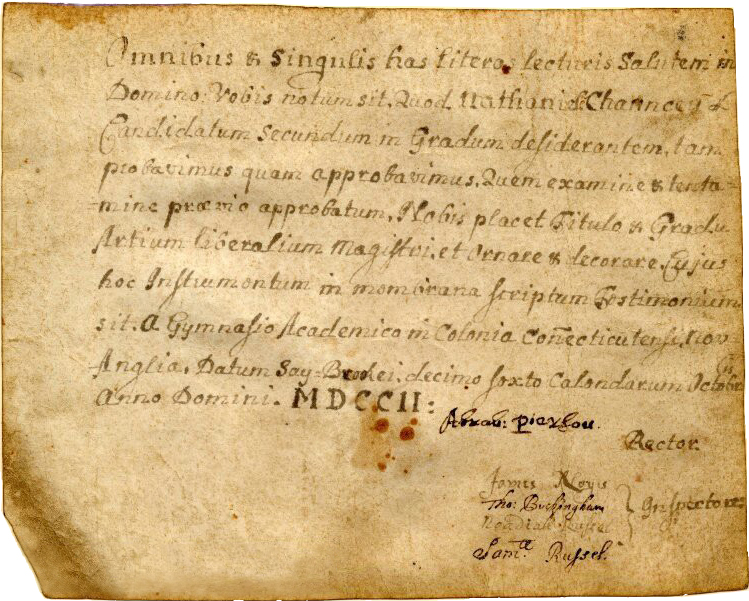
Primer diploma otorgado por el Yale College, concedido a Nathaniel Chauncey en 1702

Los estudiantes universitarios del Yale College siguen un plan de estudios Artes liberales con majors departamentales y está organizado en un sistema social de residential colleges.
Yale se vio arrastrada por los grandes movimientos intelectuales de la época -el Primer Gran Despertar y la Ilustración- debido a los intereses religiosos y científicos de los presidentes Thomas Clap y Ezra Stiles. Ambos desempeñaron un papel decisivo en el desarrollo del plan de estudios científicos en Yale, al tiempo que lidiaban con guerras, tumultos estudiantiles, pintadas, "irrelevancia" de los planes de estudios, necesidad desesperada de dotación y desacuerdos con la Legislatura de Connecticut.
Los estudiantes estadounidenses serios de teología y divinidad, particularmente en Nueva Inglaterra, consideraban el hebreo como una lengua clásica, junto con el griego y el latín, y esencial para el estudio del Antiguo Testamento en las palabras originales. El reverendo Ezra Stiles, presidente del colegio de 1778 a 1795, trajo consigo su interés por la lengua hebrea como vehículo para estudiar los antiguos textos bíblicos en su lengua original (como era común en otros colegios), Exigió a todos los alumnos de primer año que estudiaran hebreo (a diferencia de Harvard, donde sólo se exigía a los alumnos de cursos superiores) y es el responsable de la frase hebrea אורים ותמים (Urim y Tumim) que aparece en el sello de Yale. Graduado en Yale en 1746, Stiles llegó a la universidad con experiencia en educación, ya que había desempeñado un papel integral en la fundación de la Brown University, además de haber sido ministro. El mayor desafío para Stiles se produjo en julio de 1779, cuando las fuerzas británicas ocuparon New Haven y amenazaron con arrasar la universidad. Sin embargo, el graduado de Yale Edmund Fanning, secretario del general británico al mando de la ocupación, intervino y el colegio se salvó. En 1803, Fanning recibió el título honorífico de LL.D. por sus esfuerzos.

#### Estudiantes
Como única universidad de Connecticut entre 1701 y 1823, Yale educó a los hijos de la élite. Entre los delitos punibles para los estudiantes se incluían jugar a las cartas, ir de taberna, destruir la propiedad de la universidad y actos de desobediencia a las autoridades universitarias. Durante este periodo, Harvard se distinguía por la estabilidad y madurez de su cuerpo de tutores, mientras que Yale tenía la juventud y el celo de su lado.
El énfasis en los clásicos dio lugar a una serie de sociedades estudiantiles privadas, abiertas sólo por invitación, que surgieron principalmente como foros para los debates de la erudición moderna, la literatura y la política. Las primeras organizaciones de este tipo fueron las sociedades de debate: Crotonia en 1738, Linonia en 1753 y Brothers in Unity en 1768. Linonia y Brothers in Unity siguen existiendo hoy en día y se les puede encontrar conmemoraciones con nombres dados a estructuras del campus, como Brothers in Unity Courtyard en Branford College.

### SigloXIX

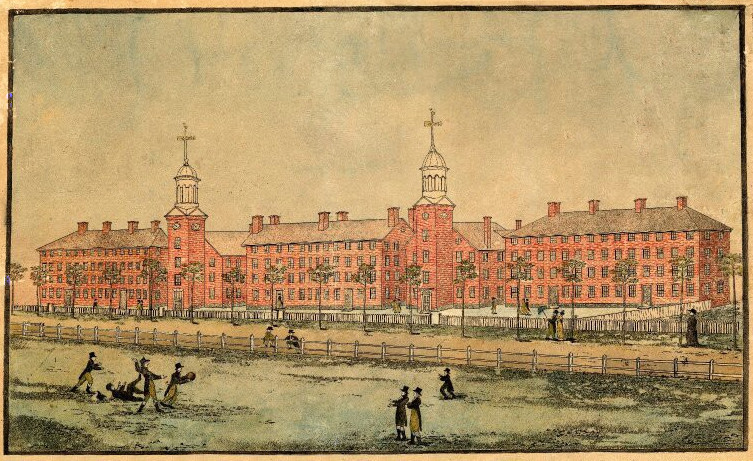
Vieja fila de ladrillos en 1807

El Informe de Yale de 1828 era una defensa dogmática del plan de estudios de latín y griego contra los críticos que querían más cursos de lenguas modernas, matemáticas y ciencias. A diferencia de la educación superior en Europa, en Estados Unidos no existía un plan de estudios nacional para los colegios y universidades. En la competencia por los estudiantes y las ayudas económicas, los líderes universitarios se esforzaban por mantenerse al día con las demandas de innovación. Al mismo tiempo, se dieron cuenta de que una parte significativa de sus estudiantes y futuros estudiantes exigían una formación clásica. El informe de Yale significaba que los clásicos no se abandonarían. Durante este periodo, todas las instituciones experimentaron con cambios en el plan de estudios, que a menudo desembocaron en un plan de estudios de doble vía. En el entorno descentralizado de la enseñanza superior en Estados Unidos, equilibrar el cambio con la tradición era un reto habitual, ya que era difícil que una institución fuera completamente moderna o completamente clásica. Un grupo de profesores de Yale y ministros congregacionalistas de New Haven articularon una respuesta conservadora a los cambios provocados por la cultura victoriana. Se concentraron en desarrollar una persona poseedora de valores religiosos lo suficientemente fuertes como para resistir las tentaciones desde dentro, pero lo suficientemente flexible como para adaptarse a los 'ismos' (profesionalismo, materialismo, individualismo y consumismo) que le tentaban desde fuera. William Graham Sumner, catedrático entre 1872 y 1909, enseñó en las incipientes disciplinas de economía y sociología ante aulas rebosantes de estudiantes. Sumner se impuso al presidente Noah Porter, a quien no le gustaban las ciencias sociales y quería que Yale se aferrara a sus tradiciones de educación clásica. Porter se opuso a que Sumner utilizara un libro de texto de Herbert Spencer que propugnaba el materialismo agnóstico porque podría perjudicar a los estudiantes.
Hasta 1887, el nombre legal de la universidad era "The President and Fellows of Yale College, in New Haven". En 1887, en virtud de una ley aprobada por la Asamblea General de Connecticut, Yale fue renombrada a la actual "Universidad de Yale" 

#### Deportes y debate
El soldado de la Guerra de la Independencia Nathan Hale (Yale 1773) era el arquetipo del ideal de Yale a principios del siglo XIX: un erudito varonil pero aristocrático, versado a partes iguales en el conocimiento y los deportes, y un patriota que "lamentaba" no tener "más que una vida que perder" por su país. El pintor del Oeste Frederic Remington (Yale 1900) era un artista cuyos héroes glorificaban el combate y las pruebas de fuerza en el Salvaje Oeste. El ficticio Frank Merriwell de Yale de finales del siglo XX encarnaba este mismo ideal heroico sin prejuicios raciales, y su sucesor ficticio Frank Stover en la novela Stover en Yale (1911) cuestionaba la mentalidad empresarial que se había impuesto en la escuela. Cada vez más, los estudiantes recurrían a las estrellas del atletismo como héroes, sobre todo desde que ganar el gran partido se convirtió en el objetivo del alumnado, los antiguos alumnos y el propio equipo.

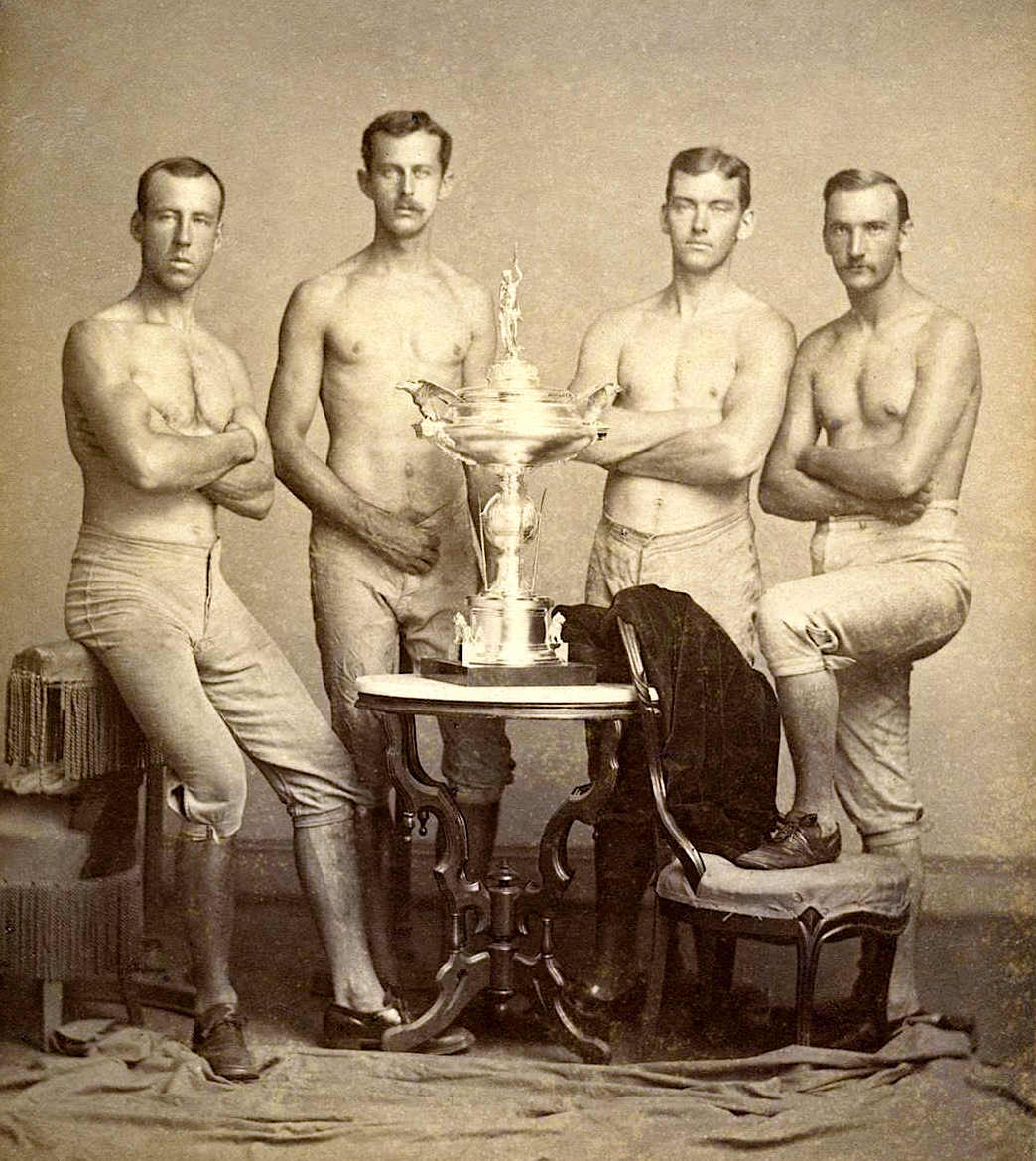
El equipo de cuatro remos de tripulación de Yale posando con el trofeo de la Regata del Centenario de 1876, ganada en Philadelphia, Pennsylvania.

Junto con Harvard y Princeton, los estudiantes de Yale rechazaron los conceptos británicos sobre el amateurismo en el deporte y construyeron programas atléticos exclusivamente estadounidenses, como el fútbol. La rivalidad futbolística Harvard-Yale comenzó en 1875. Entre 1892, cuando Harvard y Yale se enfrentaron en uno de los primeros debates intercolegiales, y en 1909 (año del primer Debate Triangular de Harvard, Yale y Princeton) la retórica, el simbolismo y las metáforas utilizadas en el atletismo sirvieron para enmarcar estos primeros debates. Los debates aparecían en las portadas de los periódicos universitarios y se destacaban en los anuarios, y los miembros de los equipos incluso recibían el equivalente a letras atléticas para sus chaquetas. También había mítines para enviar a los equipos de debate a los partidos, pero los debates nunca alcanzaron el amplio atractivo del que gozaba el atletismo. Una de las razones puede ser que los debates no tienen un ganador claro, como ocurre en los deportes, y que la puntuación es subjetiva. Además, con la preocupación de finales del siglo XIX por el impacto de la vida moderna en el cuerpo humano, el atletismo ofrecía la esperanza de que ni el individuo ni la sociedad se desmoronaran.
En 1909-10, el fútbol se enfrentó a una crisis derivada del fracaso de las anteriores reformas de 1905-06, que pretendían solucionar el problema de las lesiones graves. Había un ambiente de alarma y desconfianza y, mientras se desarrollaba la crisis, los presidentes de Harvard, Yale y Princeton desarrollaron un proyecto para reformar el deporte y adelantarse a posibles cambios radicales forzados por el gobierno sobre el deporte. Los presidentes Arthur Hadley de Yale, A. Lawrence Lowell de Harvard y Woodrow Wilson de Princeton trabajaron para desarrollar reformas moderadas para reducir las lesiones. Sus intentos, sin embargo, se vieron reducidos por la rebelión contra el comité de reglas y la formación de la Intercollegiate Athletic Association. Aunque los tres grandes habían intentado operar independientemente de la mayoría, los cambios impulsados redujeron las lesiones.

#### Expansión
Comenzando con la adición de la Escuela de Medicina Yale en 1810, la universidad se expandió gradualmente a partir de entonces, estableciendo la Escuela de Divinidad Yale en 1822, la Escuela de Derecho Yale en 1822, la Escuela de Posgrado Artes y Ciencias de Yale en 1847, la ahora desaparecida Escuela Científica de Sheffield en 1847, y Escuela de Bellas Artes de Yale en 1869. En 1887, bajo la presidencia de Timothy Dwight V, el Yale College pasó a llamarse Yale University, y el nombre anterior se aplicó posteriormente sólo al colegio universitario. La universidad continuaría expandiéndose enormemente en los siglos XX y XXI, añadiendo la Escuela de Música de Yale en 1894, la Escuela de Silvicultura y Estudios Ambientales de Yale en 1900, la Escuela de Salud Pública de Yale en 1915, la Escuela de Arquitectura de Yale en 1916, la Escuela de Enfermería de Yale 1923, la Escuela de Arte Dramático de Yale en 1955, la Escuela de Administración de Yale en 1976 y la Escuela Jackson de Asuntos Globales, cuya apertura está prevista para 2022. La Escuela Científica Sheffield también reorganizaría su relación con la universidad para impartir solo cursos de grado.
La expansión causó controversia sobre las nuevas funciones de Yale. Noah Porter, un filósofo moral, fue presidente de 1871 a 1886. En una época de enorme expansión de la enseñanza superior, Porter se resistió al auge de la nueva universidad de investigación, alegando que la adopción entusiasta de sus ideales corrompería la educación universitaria. Muchos de los contemporáneos de Porter criticaron su gestión, y desde entonces los historiadores han menospreciado su liderazgo.[cita requerida] El historiador George Levesque sostiene que Porter no era un reaccionario simplón, comprometido acríticamente con la tradición, sino un conservador selectivo y de principios. Levesque continúa diciendo que no apoyaba todo lo viejo ni rechazaba todo lo nuevo; más bien, trataba de aplicar principios éticos y pedagógicos establecidos desde hacía mucho tiempo a una cultura que cambiaba rápidamente. Levesque concluye señalando que puede haber malinterpretado algunos de los retos de su época, pero que anticipó correctamente las tensiones duraderas que han acompañado el surgimiento y crecimiento de la universidad moderna.

### SigloXX

#### Medicina

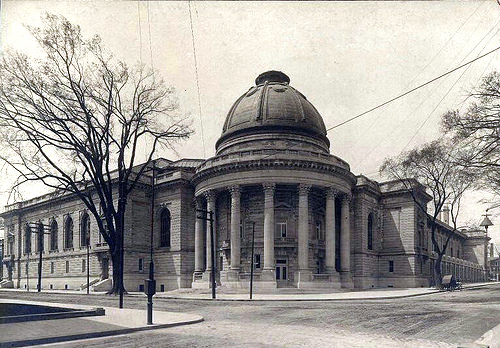
Woolsey Hall c. 1905

Milton Winternitz dirigió la Facultad de Medicina de Yale como su decano de 1920 a 1935. Dedicado a la nueva medicina científica establecida en Alemania, era igualmente ferviente acerca de la "medicina social" y el estudio de los seres humanos en su cultura y entorno. Estableció el "sistema Yale" de enseñanza, con pocas clases y menos exámenes, y reforzó el sistema de profesorado a tiempo completo; también creó la Escuela de Enfermería de Yale y el departamento de psiquiatría y construyó numerosos edificios nuevos. Desgraciadamente, sus planes de crear un Instituto de Relaciones Humanas, concebido como un refugio en el que los científicos sociales colaborarían con los biológicos en un estudio holístico de la humanidad, sólo duraron unos pocos años, antes de que la oposición de colegas antisemitas resentidos le obligara a dimitir.

#### Facultad

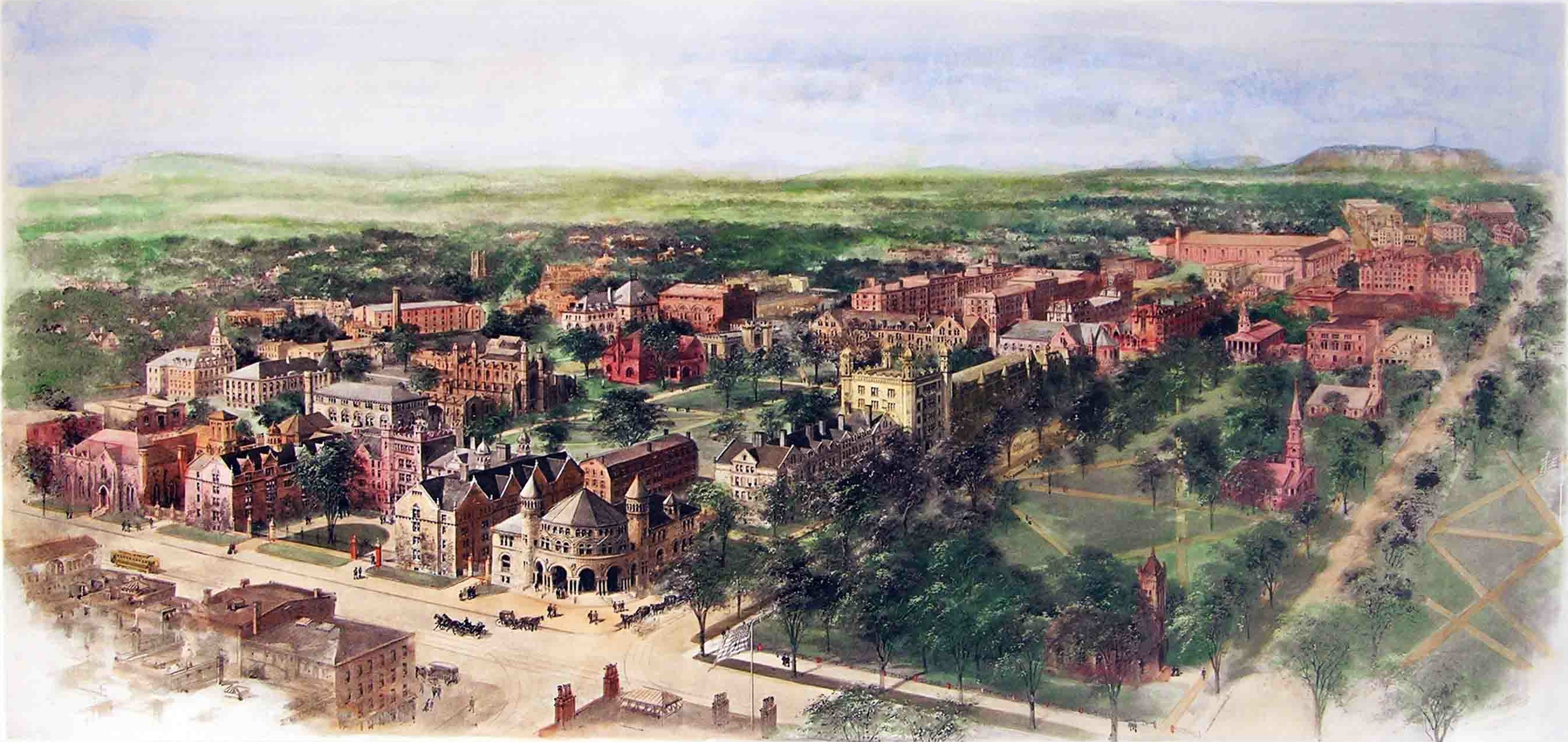
Acuarela de 1906 de Richard Rummell del campus de Yale mirando al norte

Antes de la Segunda Guerra Mundial, la mayoría de las facultades universitarias de élite contaban entre sus miembros con pocos o ningún judío, negro, mujer u otra minoría; Yale no era una excepción. En 1980, esta situación había cambiado radicalmente, ya que numerosos miembros de esos grupos ocupaban puestos en el profesorado. Casi todos los miembros de la Facultad de Filosofía y Letras -y algunos miembros de otras facultades- imparten cursos de licenciatura, de los que se ofrecen más de 2.000 al año.

#### Mujeres
En 1793, Lucinda Foote aprobó los exámenes de ingreso en el Yale College, pero fue rechazada por el presidente debido a su sexo. Las mujeres estudiaron en la Universidad de Yale ya en 1892, en programas de posgrado de la Escuela de Posgrado de Artes y Ciencias de Yale. Las siete primeras mujeres que se doctoraron en Yale lo hicieron en 1894: Elizabeth Deering Hanscom, Cornelia H. B. Rogers, Sara Bulkley Rogers, Margaretta Palmer, Mary Augusta Scott, Laura Johnson Wylie y Charlotte Fitch Roberts. Hay un retrato de estas siete mujeres en Sterling Memorial Library, pintado por Brenda Zlamany.
En 1966, Yale inició conversaciones con su escuela hermana Vassar College sobre la fusión para fomentar la coeducación a nivel universitario. Vassar, que entonces era exclusivamente femenino y formaba parte de las Siete Hermanas-escuelas de educación superior de élite que históricamente sirvieron como instituciones hermanas de la Ivy League cuando la mayoría de las instituciones de la Ivy League todavía sólo admitían hombres- aceptó tentativamente, pero luego declinó la invitación. Ambas escuelas introdujeron la coeducación de forma independiente en 1969. Amy Solomon fue la primera mujer en matricularse como estudiante en Yale; también fue la primera mujer de Yale en ingresar en una sociedad de estudiantes universitarios, St. Anthony Hall. La promoción de 1973 fue la primera en contar con mujeres desde el primer año; en aquel momento, todas las estudiantes se alojaban en Vanderbilt Hall, en el extremo sur del Old Campus.
Una década después de la coeducación, las agresiones y el acoso a estudiantes por parte del profesorado se convirtieron en el impulso de la pionera demanda Alexander contra Yale. A finales de la década de 1970, un grupo de estudiantes y un miembro del profesorado demandaron a Yale por no reducir el acoso sexual en el campus, especialmente por parte del profesorado masculino. El caso se basó en parte en un informe de 1977 redactado por la demandante Ann Olivarius, ahora abogada feminista conocida por su lucha contra el acoso sexual, "Un informe a la Corporación Yale del Grupo de Mujeres Universitarias de Yale"  Este caso fue el primero en utilizar el Título IX para argumentar y establecer que el acoso sexual de las estudiantes puede considerarse discriminación sexual ilegal. Los demandantes en el caso eran Olivarius, Ronni Alexander (ahora profesora en la Universidad de Kobe, Japón), Margery Reifler (trabaja en la industria cinematográfica de Los Ángeles), Pamela Price (abogada de derechos civiles en California) y Lisa E. Stone (trabaja en la Liga Antidifamación). A ellos se unió el profesor de clásicas de Yale John "Jack" J. Winkler, fallecido en 1990. La demanda, interpuesta en parte por Catharine MacKinnon, alegaba violaciones, tocamientos y ofertas de mejores notas a cambio de sexo por parte de varios profesores de Yale, entre ellos Keith Brion, profesor de flauta y director de bandas, el profesor de Ciencias Políticas archive.org/web/20200719013517/https://cla.umn.edu/about/directory/profile/rduvall Raymond Duvall (ahora en la Universidad de Minnesota), el profesor de inglés Michael Cooke, y el entrenador del equipo de hockey sobre hierba, Richard Kentwell. Aunque no tuvo éxito en los tribunales, el razonamiento jurídico en el que se basaba el caso cambió el panorama de la legislación sobre discriminación sexual y dio lugar a la creación de la Junta de Quejas de Yale y el Centro de la Mujer de Yale. En marzo de 2011 se presentó una denuncia Título IX contra Yale por parte de estudiantes y recién graduados, entre ellos editores de la revista feminista de Yale Broad Recognition, alegando que la universidad tenía un clima sexual hostil. En respuesta, la universidad formó un comité directivo del Título IX para abordar las denuncias de mala conducta sexual. Posteriormente, universidades y facultades de todo Estados Unidos también establecieron procedimientos de reclamación por acoso sexual.

#### Class
Yale instituyó políticas a principios del siglo XX destinadas a mantener la proporción de protestantes blancos de familias notables en el alumnado (véase numerus clausus) y eliminó tales preferencias, a partir de la promoción de 1970.

### SigloXXI
En 2006, Yale y la Universidad de Pekín (PKU) establecieron un Programa de Pregrado Conjunto en Pekín, un programa de intercambio que permite a los estudiantes de Yale pasar un semestre viviendo y estudiando con estudiantes de honor de la PKU. En julio de 2012, el Programa Universidad de Yale-PKU finalizó debido a la escasa participación.
En 2007 el presidente saliente de Yale Rick Levin caracterizó las prioridades institucionales de Yale: "En primer lugar, entre las mejores universidades de investigación del país, Yale tiene un compromiso especial con la excelencia en la educación universitaria. En segundo lugar, en nuestras escuelas de postgrado y profesionales, así como en el Yale College, estamos comprometidos con la formación de líderes". Desde 2009, el expresidente mexicano Ernesto Zedillo es director del Centro Yale para el Estudio de la Globalización e imparte un seminario universitario, "Debating Globalization". A partir de 2009, el excandidato presidencial y presidente del DNC Howard Dean imparte un seminario universitario residencial, "Comprender la política y a los políticos". También en 2009, se formó una alianza entre Yale, University College London y los complejos hospitalarios afiliados a ambas facultades para llevar a cabo investigaciones centradas en la mejora directa de la atención al paciente, un campo en auge conocido como medicina traslacional. El presidente Richard Levin señaló que Yale cuenta con cientos de asociaciones en todo el mundo, pero que "ninguna de las colaboraciones existentes alcanza la magnitud de la nueva asociación con la UCL".
En agosto de 2013, una nueva asociación con la Universidad Nacional de Singapur condujo a la apertura del Yale-NUS College en Singapur, un esfuerzo conjunto para crear una nueva universidad de artes liberales en Asia con un plan de estudios que incluye tradiciones occidentales y asiáticas.
En 2017, tras haber sido sugerido durante décadas, La Universidad de Yale rebautizó el Calhoun College con el nombre del vicepresidente John C. Calhoun, propietario de esclavos en Estados Unidos, antiabolicionista y supremacista blanco. vicepresidente John C. Calhoun (ahora es el Hopper College, en honor a Grace Hopper).
En 2020, a raíz de las protestas de protestas en todo el mundo centradas en las relaciones raciales y la reforma de la justicia penal, se utilizó la etiqueta #CancelYale en las redes sociales para exigir que se retirara el nombre de Elihu Yale de la Universidad de Yale. La mayor parte del apoyo al cambio procedía de expertos políticamente conservadores, como Mike Cernovich y Ann Coulter, que satirizaban los excesos percibidos de la cultura de la cancelación en línea. Yale era presidente de Fort. St George en Madrás, un fuerte de la East India Company en la India, que era una de las mayores corporaciones del mundo en aquella época. La compañía comerciaba con textiles, mercancías, diamantes, algodón, especias, entre otros, y estaba involucrada en el comercio de esclavos en la India, con un ejército privado de 260.000 soldados, el doble que el británico.
Su donación singularmente grande de pinturas y libros a la universidad llevó a algunos críticos a argumentar que Yale se basó en el dinero relacionado con el comercio de esclavos para sus primeras becas y dotaciones.
En agosto de 2020, el Departamento de Justicia estadounidense demandó a Yale por supuesta discriminación de candidatos asiáticos y blancos en función de su raza a través de políticas de admisión de acción afirmativa. A principios de febrero de 2021, bajo el nuevo gobierno de Biden, el Departamento de Justicia retiró la demanda. El grupo Students for Fair Admissions, conocido por una demanda similar contra Harvard en la que se alegaba la misma cuestión, planea volver a presentar la demanda.

## Admisiones
Yale es muy selectiva en sus admisiones. Son admitidos menos del 6% de los casi 30 000 solicitantes anuales a programas de pregrado.
La Facultad de Derecho de Yale es la más selectiva del país: acepta a sólo el 6% de los solicitantes.

## Facultades y escuelas
Yale se compone de las siguientes escuelas y facultades:
- Yale College
- Graduate School of Arts and Sciences
- Professional Schools (School of Architecture, School of Art, Divinity School, School of Drama, School of Engineering & Applied Science, School of the Environment, Facultad de Derecho de Yale, School of Management, Facultad de Medicina de Yale, School of Music, School of Nursing, School of Public Health, Institute of Sacred Music).

## Colegios mayores
Lista oficial de colegios mayores de Yale:
- Pauli Murray College, en honor a la abogada y activista social Pauli Murray. Es uno de los colegios nuevos junto con Benjamin Franklin College.
- Benjamin Franklin College. Es uno de los colegios nuevos junto con Pauli Murray College.
- Pierson College, en honor al primer rector de Yale, Abraham Pierson
- Davenport College, en honor al Rev. John Davenport (se le conoce como "DPort")
- Jonathan Edwards College, en honor al teólogo Jonathan Edwards (generalmente llamada "J.E.")
- Branford College, en honor a Branford, Connecticut
- Saybrook College, en honor a Old Saybrook, Connecticut
- Trumbull College, en honor a Jonathan Trumbull, gobernador de Connecticut
- Berkeley College, en honor al Rev. George Berkeley
- Grace Hopper College, en honor a Grace Murray Hopper (se le conoce como "Hopper")
- Silliman College, en honor a Benjamin Silliman
- Timothy Dwight College, en honor de los presidentes de la universidad, Timothy Dwight IV y Timothy Dwight V (se le conoce como "T.D.")
- Ezra Stiles College, en honor al Rev. Ezra Stiles es conocida como "Stiles"
- Morse College, en honor a Samuel Morse

## Rivalidad
La rivalidad entre Yale y Harvard es conocida históricamente, pues es la primera, más antigua e intensa de la Ivy League, tanto en los aspectos académico y deportivo, en remo y fútbol americano, deporte inventado por un entrenador de Yale.

## Sectas
En la Universidad Yale se encuentran las sociedades secretas Skull & Bones, Scroll and Key y Wolf's Head.

## Deportes
Se practican un total de 35 variedades deportivas en Yale, que pertenece a la NCAA y compite en la conferencia de la Ivy League.

## Episodio de las40 000piezas incas procedentes de Perú
En 1911, esta universidad tomó 42 000 piezas incas  encontradas por Hiram Bingham, con la promesa de devolverlas en tres años. Esas piezas estuvieron en Yale durante más de cien años. Redes sociales y blogs peruanos y de otras partes del mundo exigían que los hallazgos fueran devueltos a su país de origen. En 2012 Yale devolvió las piezas a Perú en cuatro cargamentos desde Connecticut.

## Galería

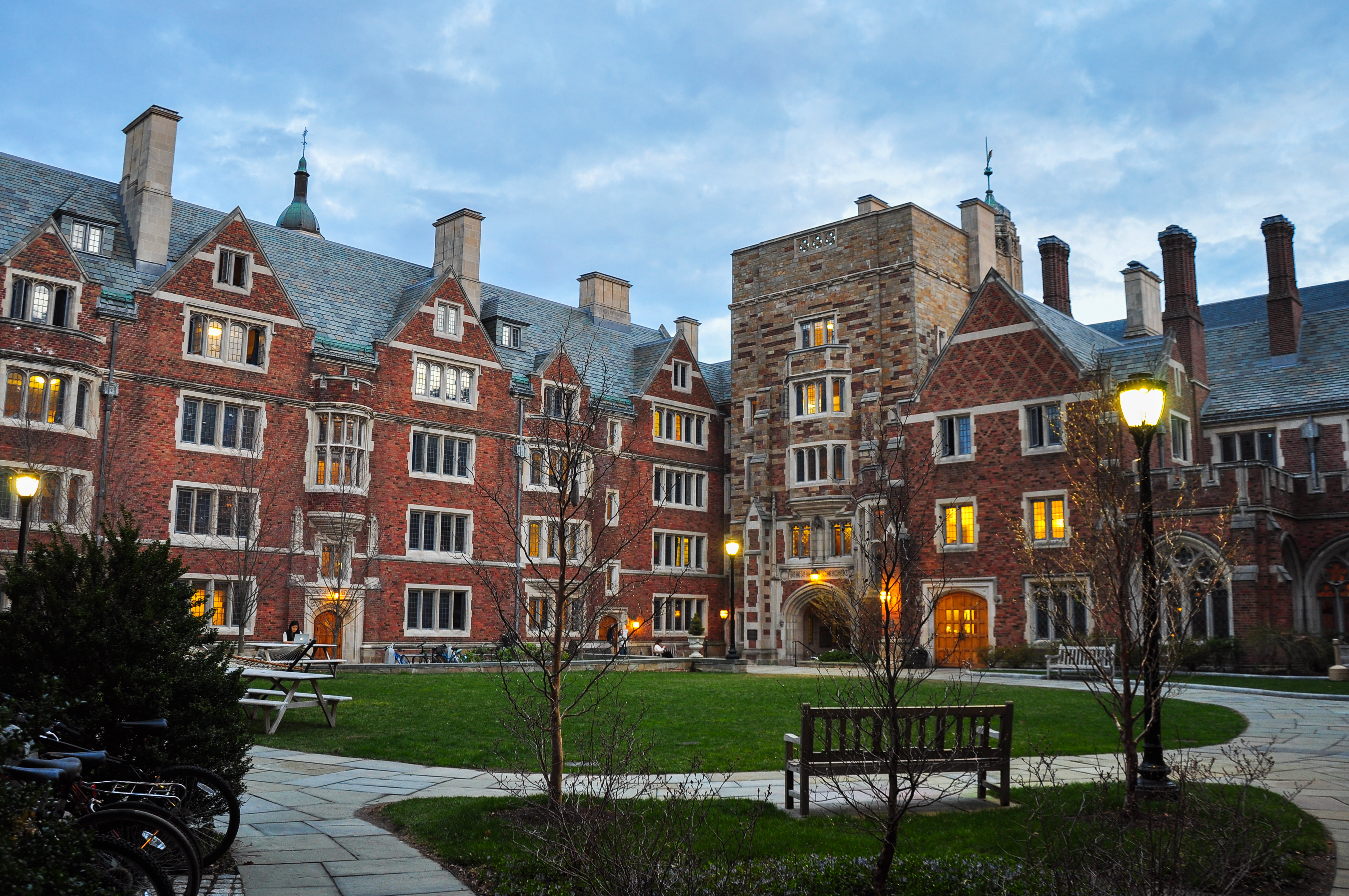
Grace Hopper College
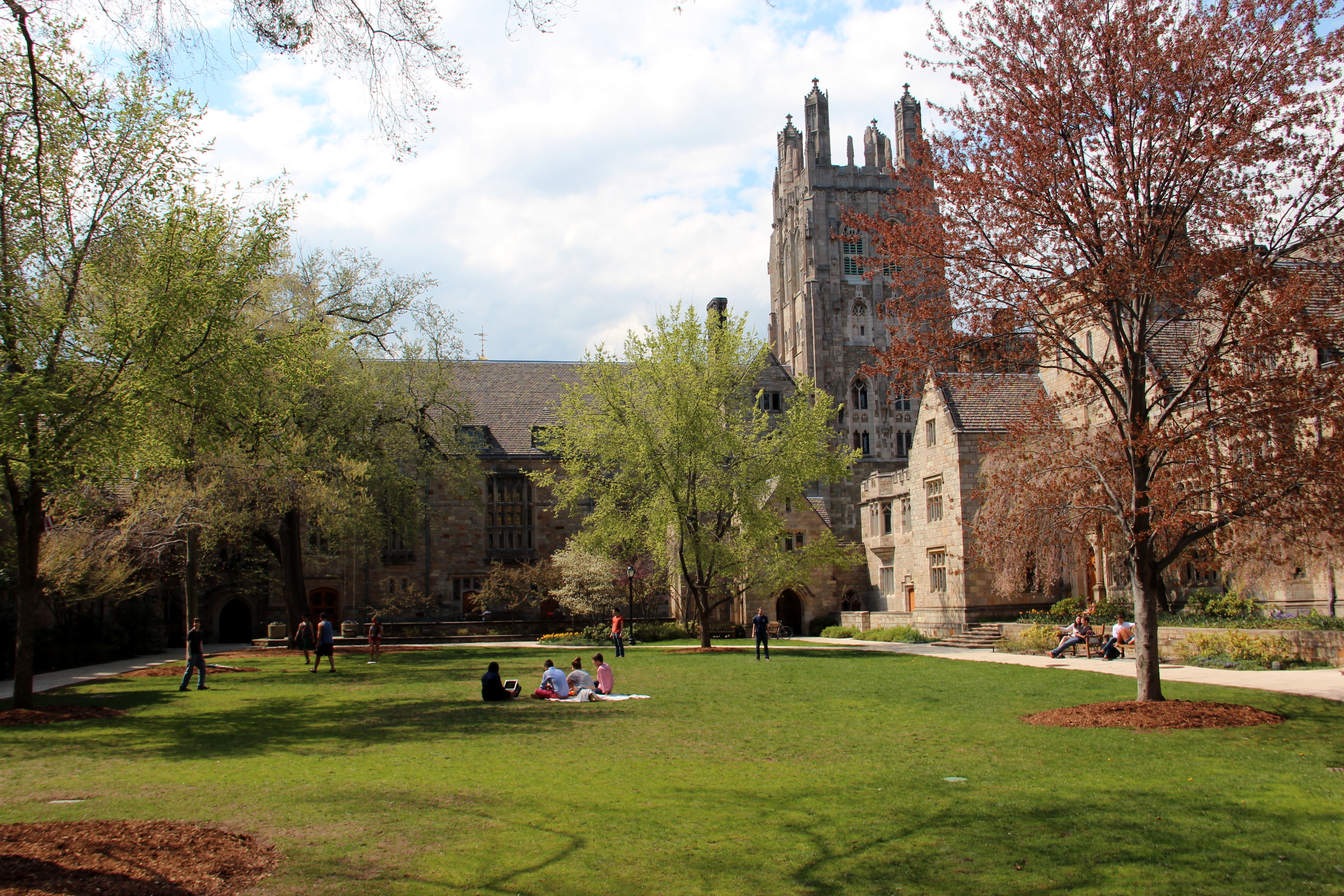
Branford College
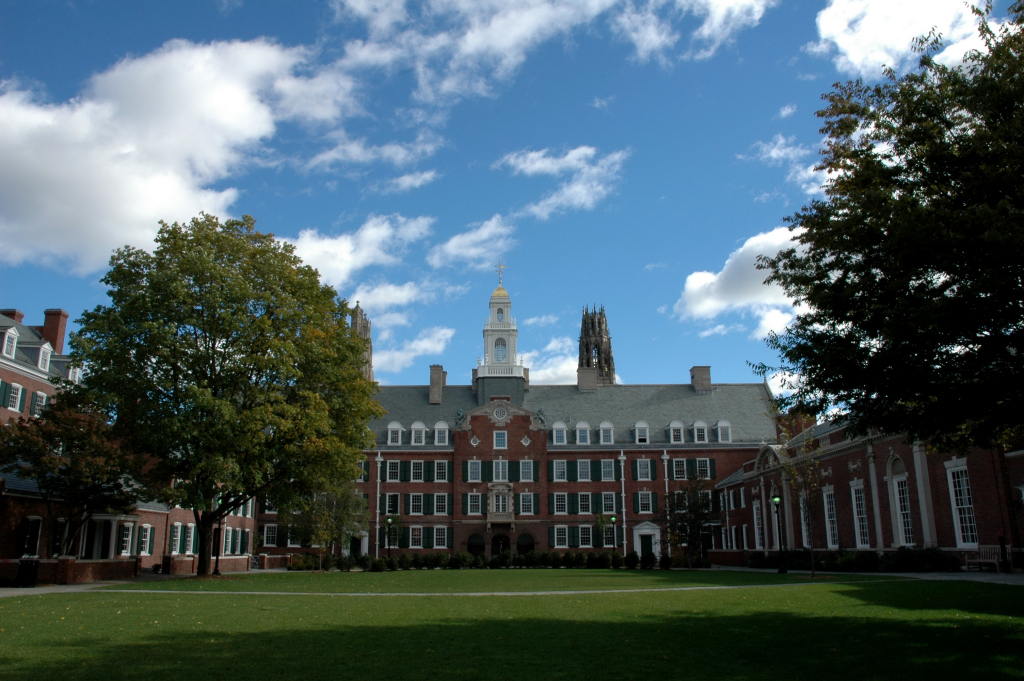
Davenport College
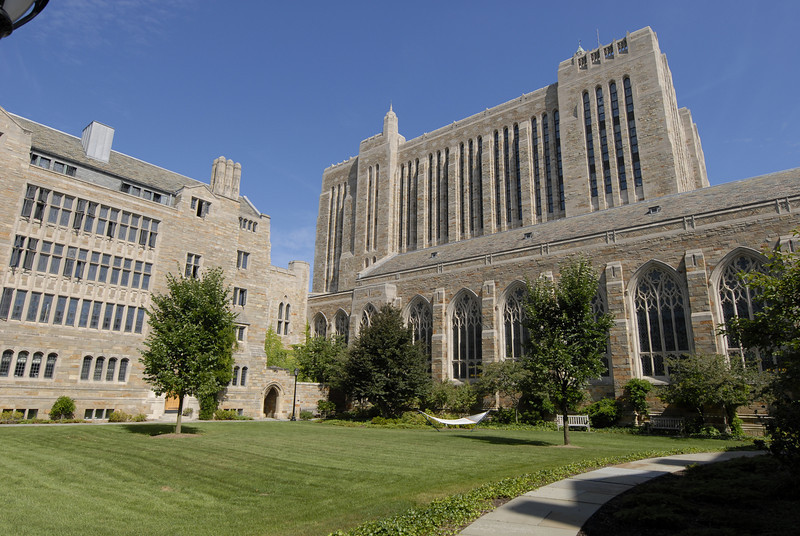
Trumbull College
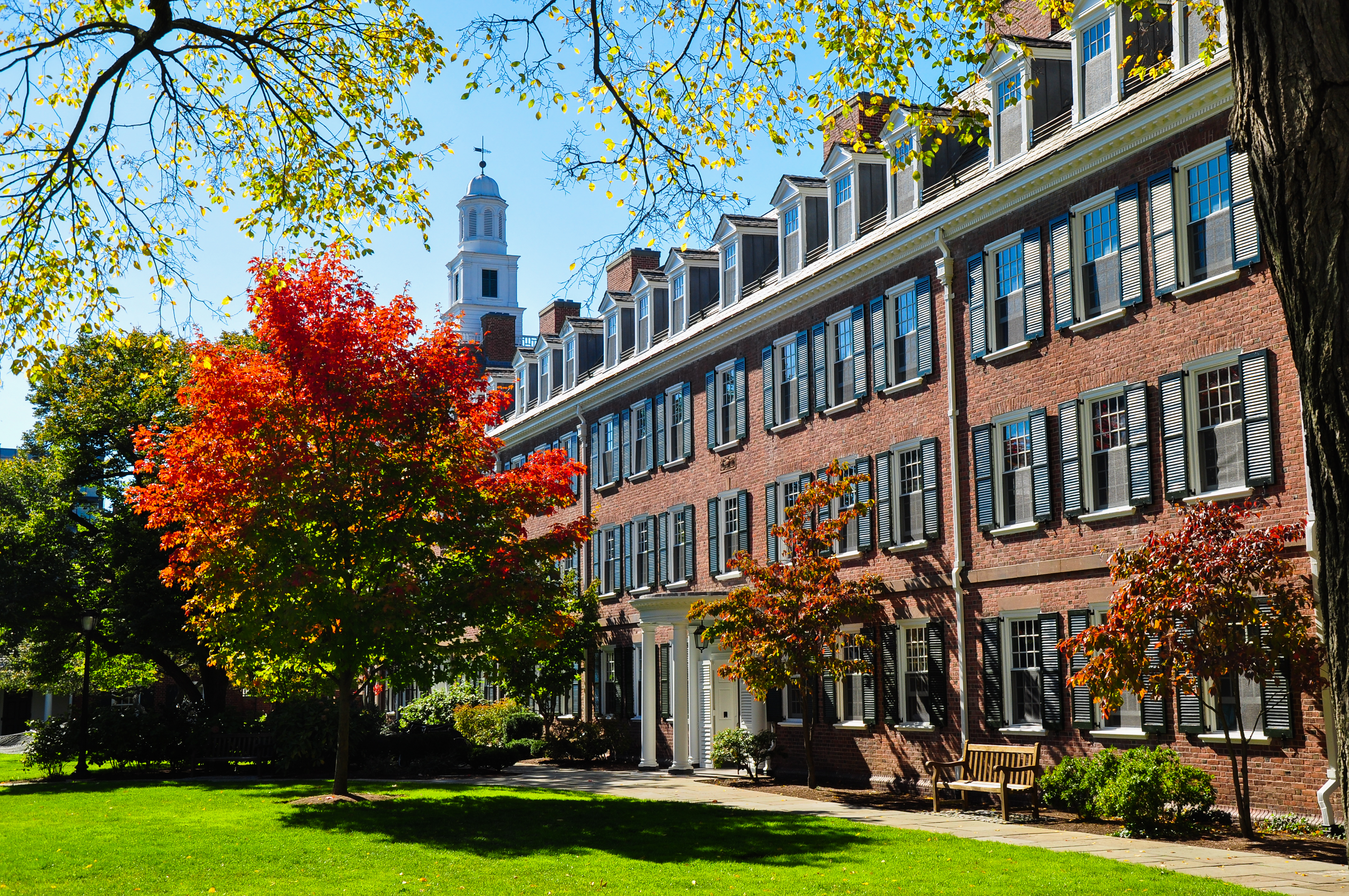
Pierson College